# François de Fitz-James
Francois de Fitz-James (Saint-Germain-en-Laye, 9 gennaio 1709 – Soissons, 19 luglio 1764) è stato un vescovo cattolico e teologo francese.

## Biografia
Terzo figlio del maresciallo Berwick (figlio di Re Giacomo II d'Inghilterra), succedette a quest'ultimo titolo alla morte del fratello maggiore senza figli il 13 ottobre 1721. Tuttavia, abbracciò lo stato ecclesiastico nel 1727 e rinunciò alle sue dignità, tranne che al titolo di duca. Ordinato sacerdote nel 1733, consegue il dottorato in teologia lo stesso anno e viene nominato gran vicario a Lione. Nel 1728 ebbe l'abbazia di San Vittore a Parigi e nel 1738 San Giorgio a Saint-Martin-de-Boscherville. Nel 1736 si dimise dal ducato patrimoniale pur conservando gli onori della parìa. Fu infine nominato vescovo di Soissons nel 1739 e primo elemosiniere del re nel 1742.
È in quest'ultima veste che nel 1744 ottenne da Luigi XV, gravemente ammalato a Metz, la destituzione della sua favorita, la duchessa di Châteauroux, e una confessione pubblica che il giovane re, temendo la morte, non poteva che accettare. Questa umiliazione pubblica della dignità reale fu un errore politico che fu vivamente criticato in particolare dall'avvocato Barbier. Fu per questo motivo che il fiero prelato, non appena il re fu guarito, fu esiliato nella sua diocesi, dove morì vent'anni dopo i fatti.
Suo fratello Édouard de Fitz-James cercò di vendicare il suo onore provocando il maresciallo di Coigny in un duello, secondo il diario di Barbier. Tuttavia, monsignor de Fitz-James ha lasciato la reputazione di uomo buono e di vescovo eccellente.

## Genealogia episcopale e successione apostolica
La genealogia episcopale è:
- Cardinale Guillaume d'Estouteville, O.S.B.Clun.
- Papa Sisto IV
- Papa Giulio II
- Cardinale Raffaele Sansone Riario
- Papa Leone X
- Papa Paolo III
- Cardinale Francesco Pisani
- Cardinale Alfonso Gesualdo di Conza
- Papa Clemente VIII
- Cardinale Pietro Aldobrandini
- Cardinale Laudivio Zacchia
- Cardinale Antonio Barberini, O.F.M.Cap.
- Cardinale Nicolò Guidi di Bagno
- Arcivescovo François de Harlay de Champvallon
- Cardinale Louis-Antoine de Noailles
- Cardinale André-Hercule de Fleury
- Cardinale Nicolas-Charles de Saulx-Tavannes
- Vescovo François de Fitz-James

La successione apostolica è:
- Arcivescovo Antoine de Malvin de Montazet (1748)

## Ascendenza
|                                                |                                      |                                     | Genitori                        |  |  | Nonni |  |  | Bisnonni              |  |  | Trisnonni               |  |
|                                                |                                      |                                     |                                 |  |  |       |  |  | Carlo I d'Inghilterra |  |  | Giacomo I d'Inghilterra |  |
|                                                |                                      |                                     |                                 |  |  |       |  |  | Carlo I d'Inghilterra |  |  | Giacomo I d'Inghilterra |  |
|                                                |                                      | Anna di Danimarca                   |                                 |  |  |       |  |  | Carlo I d'Inghilterra |  |  |                         |  |
| Giacomo II d'Inghilterra                       |                                      |                                     |                                 |  |  |       |  |  | Carlo I d'Inghilterra |  |  |                         |  |
|                                                |                                      | Enrichetta Maria di Borbone-Francia | Enrico IV di Francia            |  |  |       |  |  |                       |  |  |                         |  |
|                                                |                                      | Enrichetta Maria di Borbone-Francia | Enrico IV di Francia            |  |  |       |  |  |                       |  |  |                         |  |
|                                                |                                      | Enrichetta Maria di Borbone-Francia | Maria de' Medici                |  |  |       |  |  |                       |  |  |                         |  |
| James FitzJames, I duca di Berwick             |                                      | Enrichetta Maria di Borbone-Francia |                                 |  |  |       |  |  |                       |  |  |                         |  |
|                                                |                                      | Winston Churchill                   | John Churchill                  |  |  |       |  |  |                       |  |  |                         |  |
|                                                |                                      | Winston Churchill                   | John Churchill                  |  |  |       |  |  |                       |  |  |                         |  |
|                                                |                                      | Winston Churchill                   | Sarah Winston                   |  |  |       |  |  |                       |  |  |                         |  |
| Arabella Churchill                             |                                      | Winston Churchill                   |                                 |  |  |       |  |  |                       |  |  |                         |  |
|                                                |                                      | Elizabeth Drake                     | John Drake                      |  |  |       |  |  |                       |  |  |                         |  |
|                                                |                                      | Elizabeth Drake                     | John Drake                      |  |  |       |  |  |                       |  |  |                         |  |
|                                                |                                      | Elizabeth Drake                     | Eleanor Boteler                 |  |  |       |  |  |                       |  |  |                         |  |
| François de Fitz-James, III duca di Fitz-James |                                      | Elizabeth Drake                     |                                 |  |  |       |  |  |                       |  |  |                         |  |
|                                                | Thomas Bulkeley, I visconte Bulkeley | Richard Bulkeley                    |                                 |  |  |       |  |  |                       |  |  |                         |  |
|                                                | Thomas Bulkeley, I visconte Bulkeley | Richard Bulkeley                    |                                 |  |  |       |  |  |                       |  |  |                         |  |
|                                                | Thomas Bulkeley, I visconte Bulkeley | Mary Burgh                          |                                 |  |  |       |  |  |                       |  |  |                         |  |
| Henry Bulkeley                                 | Thomas Bulkeley, I visconte Bulkeley |                                     |                                 |  |  |       |  |  |                       |  |  |                         |  |
|                                                |                                      | Blanche Coytmore                    | Richard Coytmore                |  |  |       |  |  |                       |  |  |                         |  |
|                                                |                                      | Blanche Coytmore                    | Richard Coytmore                |  |  |       |  |  |                       |  |  |                         |  |
|                                                |                                      | Blanche Coytmore                    | Lumley Lloyd                    |  |  |       |  |  |                       |  |  |                         |  |
| Anne Bulkeley                                  |                                      | Blanche Coytmore                    |                                 |  |  |       |  |  |                       |  |  |                         |  |
|                                                |                                      | Walter Stuart                       | Walter Stewart, I lord Blantyre |  |  |       |  |  |                       |  |  |                         |  |
|                                                |                                      | Walter Stuart                       | Walter Stewart, I lord Blantyre |  |  |       |  |  |                       |  |  |                         |  |
|                                                |                                      | Walter Stuart                       | Nicola Somerville               |  |  |       |  |  |                       |  |  |                         |  |
| Sophia Stuart                                  |                                      | Walter Stuart                       |                                 |  |  |       |  |  |                       |  |  |                         |  |
|                                                |                                      | Sophia Carew                        | George Carew                    |  |  |       |  |  |                       |  |  |                         |  |
|                                                |                                      | Sophia Carew                        | George Carew                    |  |  |       |  |  |                       |  |  |                         |  |
|                                                |                                      | Sophia Carew                        | Thomazine Godolphin             |  |  |       |  |  |                       |  |  |                         |  |
|                                                |                                      | Sophia Carew                        |                                 |  |  |       |  |  |                       |  |  |                         |  |

## Pubblicazioni principali
- Rituel du diocèse de Soissons (4 volumi, 1753)
- Catéchisme ou exposition de la doctrine chrétienne (1756)
- Œuvres posthumes (2 volumi, 1769)